# Prisme triangulaire triaugmenté
Le prisme triangulaire triaugmenté est un polyèdre faisant partie des solides de Johnson (J51). Comme le nom l'indique, il peut être construit en augmentant un prisme triangulaire en attachant des pyramides carrées (J1) à trois de ses faces équatoriales. C'est un deltaèdre. 
Les 92 solides de Johnson ont été nommés et décrits par Norman Johnson en 1966.